# Gerhard Seifried
Gerhard Seifried (* 1961 in Wolfsberg, Kärnten) ist Kommunikationsexperte, Executive Coach und ehemaliger Bürgermeister.

## Leben
Seifried besuchte das Stiftsgymnasium St. Paul, studierte Publizistik und Kunstgeschichte an der Universität Wien und wurde dort promoviert.
Seit 1986 ist er journalistisch tätig. Zunächst war er Redakteur der „Kärntner Tageszeitung“. Nach einem kurzen Intermezzo als Pressereferent der SPÖ Kärnten arbeitete er als freier Journalist und berichtete ab 1990 für den ORF über den Zerfall Jugoslawiens. Gerhard Seifried lieferte mit seinem TV-Team die ersten Bilder des Slowenien-Krieges nach Österreich und war Berichterstatter von den Kriegsschauplätzen in Ex-Jugoslawien. Ab 1992 war Seifried Mitglied der Zeit-im-Bild-Auslandsredaktion. Zahlreiche Reportagen aus Slowenien, Kroatien, Bosnien-Herzegowina und Serbien folgten.
Von 1993 bis 1995 war Seifried ORF-Korrespondent in Bonn, nach seiner Rückkehr Satellitenreporter bei „Willkommen Österreich“ und arbeitete bis 1998 für das ORF-Landesstudio Kärnten.
2011, nach dem Rücktritt als Bürgermeister von Wolfsberg, wechselte Seifried in das Management eines Gesundheitsberatungsunternehmens. 2014 gründete er seine eigene Firma gsc* gerhard seifried communications und machte sich als Kommunikationsexperte und Executive Coach selbstständig.

## Politik
1998 wurde Seifried als Kandidat der SPÖ zum Bürgermeister der Stadt Wolfsberg gewählt, 2003 erfolgte die Wiederwahl. Er stellte eine intensive Zusammenarbeit mit der Landes-FPÖ unter dem Vorsitz Haiders zwei Monate vor der Landtagswahl 2004 vor und zeichnete sich durch wiederholte innerparteiliche Kritik aus. Am 1. März 2009 wurde Gerhard Seifried ein drittes Mal direkt zum Bürgermeister gewählt. Mit 1. April 2011 trat er als Bürgermeister zurück.

## Publikationen
- Chronologie eines Zerfalls. Aus dem Balkan-Tagebuch eines Reporters. Hermagoras, Klagenfurt Ljubljana Wien 1993, ISBN 3-85013-336-2.
- Drei Genossen. Erwin Frühbauer, Rudolf Gallob, Leopold Wagner. Verlag Carinthia, Klagenfurt 1997, ISBN 3-85378-477-1.
- 3 Männer im Gespräch: mit Gerhard Seifried, Wolfsberg 1995, ISBN 3-9500225-2-X